# Голоса Чернобыля
«Голоса Чернобыля» (фр. La supplication) — международно-спродюсированная документальная драма, снятая Полем Крухтеном по книге «Чернобыльская молитва» Светланы Алексиевич. Мировая премьера ленты состоялась 24 января 2016 года на Триестском кинофестивале. Фильм рассказывает истории свидетелей Чернобыльской катастрофы: учёных, ликвидаторов, журналистов, учителей и простых жителей. 
Фильм был выдвинут Люксембургом на премию «Оскар» за лучший фильм на иностранном языке.

## В ролях
| Актёр             | Роль                 |
| ----------------- | -------------------- |
| Динара Друкарова  | Валентина Тимофеевна |
| Игорь Бершадский  |                      |
| Мария Бондаренко  |                      |
| Андрей Чаюк       |                      |
| Галина Корнеева   |                      |
| Наталия Ковальчук |                      |

## Признание
| Награды и номинации фильма «Голоса Чернобыля» | Награды и номинации фильма «Голоса Чернобыля»             | Награды и номинации фильма «Голоса Чернобыля» | Награды и номинации фильма «Голоса Чернобыля» | Награды и номинации фильма «Голоса Чернобыля» | Награды и номинации фильма «Голоса Чернобыля» |
| Год                                           | Кинопремия / Кинофестиваль                                | Категория / Награда                           | Номинант                                      | Результат                                     |                                               |
| --------------------------------------------- | --------------------------------------------------------- | --------------------------------------------- | --------------------------------------------- | --------------------------------------------- | --------------------------------------------- |
| 2016                                          | Миннеаполисский/Сент-Польский международный кинофестиваль | Лучший документальный фильм                   | «Голоса Чернобыля»                            | Победа                                        |                                               |